# Ваља луј Дан (Дамбовица)
Ваља луј Дан (рум. Valea lui Dan) насеље је у Румунији у округу Дамбовица у општини Ваља Лунга. Oпштина се налази на надморској висини од 363 m.

## Становништво
Према подацима из 2002. године у насељу је живело 452 становника, од којих су сви румунске националности.